# Szalagos vízisas
A szalagos vízisas (Ichthyophaga ichthyaetus) a madarak osztályának a vágómadár-alakúak (Accipitriformes) rendjébe, ezen belül a vágómadárfélék (Accipitridae) családjába tartozó faj.

## Előfordulása
Banglades, Brunei, Kambodzsa, India, Indonézia, Laosz, Malajzia, Mianmar, Nepál, a Fülöp-szigetek, Szingapúr, Srí Lanka, Thaiföld és Vietnám területén honos.

## Megjelenése
Testhossza 70–75 centiméter. A felnőtt madár szárnya sötétbarna, feje szürke, mellkasa vörösesbarna színű. Hasa alja és fara fehér színű. A nemek hasonlóak, de a fiatal madár tollazata kicsivel különbözik a felnőttétől. 
|  |

## Életmódja
Tápláléka halakból áll, melyet tavakból, folyókból és lagúnákból fog ki.

## Szaporodása
Fészkét fára építi, víz közelébe. Fészekalja 4 tojásból áll.

## Fordítás
- Ez a szócikk részben vagy egészben  a   Grey-headed Fish Eagle című angol Wikipédia-szócikk fordításán alapul.  Az eredeti cikk szerkesztőit annak laptörténete sorolja fel. Ez a jelzés csupán a megfogalmazás eredetét és a szerzői jogokat jelzi, nem szolgál a cikkben szereplő információk forrásmegjelöléseként.